# Матчи сборной Москвы по футболу (1916)
Сезон 1916 года стал 10-м в истории сборной Москвы по футболу.
В нем сборная провела 1 официальный матч (товарищеский междугородний со сборной Петрограда), а также 1 неофициальный.

## Классификация матчей
По установившейся в отечественной футбольной истории традиции официальными принято считать матчи первой сборной с эквивалентным по статусу соперником (сборные городов, а также регионов и республик); матчи с клубами Москвы и других городов составляют отдельную категорию матчей.
Международные матчи также разделяются на две категории: матчи с соперниками топ-уровня (в составах которых выступали футболисты, входящие в национальные сборные либо выступающие в чемпионатах (лигах) высшего соревновательного уровня своих стран — как профессионалы, так и любители) и (начиная с 1920-х годов) международные матчи с так называемыми «рабочими» командами (состоявшими, как правило, из любителей невысокого уровня).

## Статистика сезона
| 1916        |                              |     |
| МГ 13       | Москва — Петроград           | 2:2 |
| Н (1)       | Москва — «Замоскворецкий» КС | 2:4 |
| Итого       |                              |     |
| И В Н П М   |                              |     |
| 1 0 1 0 2−2 |                              |     |
| 1 0 1 2−4   |                              |     |

## Официальные матчи

### 38. Москва — Петроград — 2:2
Междугородний товарищеский матч 13 (отчет ).

| Москва                         | 2:2 | Петроград                    |
| ------------------------------ | --- | ---------------------------- |
| - В.Ратов 25′ - Канунников 39′ |     | - 15′ М.Егоров - ~80′ Куален |

| Игрок             | Клуб                |                                 | Вышел на замену | Гол  |
| ----------------- | ------------------- | ------------------------------- | --------------- | ---- |
| Туранов, Григорий | КС «Орехово»        | Серебряный гол · Серебряный гол | 1               | (-2) |
|                   |                     |                                 |                 |      |
| Коротков, Николай | «Новогиреево»       |                                 | 6               |      |
| Сысоев, Сергей    | «Замоскворецкий» КС |                                 | 1               |      |
|                   |                     |                                 |                 |      |
| Мастеров, Николай | «Замоскворецкий» КС |                                 | 1               |      |
| Леонтьев, В.      | «Новогиреево»       |                                 | 2               |      |
| Романов, Михаил   | «Замоскворецкий» КС |                                 | 12              | 1    |
|                   |                     |                                 |                 |      |
| Денисов, Михаил   | КФ «Сокольники»     |                                 | 2               |      |
| Бухтеев, Сергей   | «Новогиреево»       |                                 | 1               |      |
| Ратов, Владимир   | «Сокольнический» КЛ | Гол                             | 2               | 1    |
| Канунников, Павел | «Новогиреево»       | Гол                             | 1               | 1    |
| Багров, Сергей    | «Сокольнический» КЛ |                                 | 1               |      |

| Петроград  |     |
| ---------- | --- |
| Медников   |     |
|            |     |
| Г.Филиппов |     |
| Систонен   |     |
|            |     |
| П.Филиппов |     |
| С.Филиппов |     |
| Лагунов    |     |
|            |     |
| Д.Родионов |     |
| Крутов     |     |
| Куален     | Гол |
| Н.Гостев   |     |
| М.Егоров   | Гол |

## Неофициальные матчи
1. Традиционный матч «чемпион - сборная турнира» Чемпионата Москвы 1916 года.
| Москва                              | 2:4 | «Замоскворецкий» КС                                   |
| ----------------------------------- | --- | ----------------------------------------------------- |
| - Канунников 1:0′ - А.Воробьев 2:1′ |     | - 1:1′ Шурупов - 2:2′ 2:4′ К.Блинков - 2:3′ М.Романов |

| Москва: Туранов (КСО) – Тяпкин (СКЛ), Савин (СКЛ) – М.Ратов (КФС), К.Андреев (КСО), Бункин (СКЛ) – М.Денисов (КФС), А.Воробьев (СКЛ), Цыпленков (ЧШКС), Канунников («Новогиреево»), Перницкий (КСО) «Замоскворецкий» КС: Мусатов - С.Сысоев, Эйдж - Мастеров, Розенберг, М.Романов - Малюков, Шурупов, Перваков, К.Блинков, С.Романов |